# ジブリの呪い
ジブリの呪い（ジブリののろい）とは、主に金融業界や投資家などの間で語られている市場におけるアノマリー、ジンクス、および都市伝説の一つである   。ジブリの法則という呼ばれ方をすることもある。みんなの外為の編集スタッフが2013年（平成25年）に調査したところによると、2006年（平成18年）に金曜ロードショーにおいて、天空の城ラピュタが放映された段階から、「ジブリの呪い」または「ジブリの法則」という言葉が散見されるようになったとされている。　

## 概要
日本テレビ放送網（NTV。以下「日テレ」と表記）では、毎週金曜日に金曜ロードショーという映画番組を設けており、この枠において、日テレおよび読売テレビ（ytv）や中京テレビ（CTV）などの日テレ系各局では、スタジオジブリが制作したアニメ映画を放送することがある。一方、金融市場と証券市場に目を向けると、2010年（平成22年）1月から2013年（平成25年）7月までに、ジブリ作品は24回放映されているが、そのうち2/3近い回数で、放映日翌日以降の最初の取引日には東京市場の為替相場で円高が起こり、約半数の場合で株価が下落しているほか、各種統計調査の結果の内容も芳しくないものが、かなりの割合で出されることが多いとされている。この両者の相関関係から、ジブリ映画がテレビ放送されるたびに、東京市場では株式市場や外国為替相場が大荒れになるという噂が、2008年（平成20年）頃から株や市況を生業にしている人たちの間の一部で盛んに叫ばれるようになった。その中でも米国の雇用統計が発表される日と、金曜ロードショーにおいてジブリ作品が放映される日が重なる時は、とりわけ円高・株安に振れやすいと言われてもいるとされる。特に2010年（平成22年）からの3年間において、米国雇用統計の発表と金曜ロードショーにおけるジブリ作品の放送日が重なった日に限定すると、その90 %の日において、ジブリの呪いの通りの結果となったとされる。一方、その期間中に雇用統計が発表された日だけで見た場合、全体の59 %の日でしか、市況の悪化は見られなかったことから、この法則を事実視する報道がある。なお、これについて2015年（平成27年）10月2日にはテレビ東京も自社が放映している経済情報番組の一つ、ワールドビジネスサテライトにおいて検証報道を実施し、米国雇用統計の発表の日にジブリの放送があると景気が悪くなるという趣旨の報道をしている。
投資家はこのアノマリーについてどのような反応を示しているかというところに目を向けると、ジブリ作品を金曜日に放送することはドル円相場が荒れることに繋がるという認識をファクターとして持っている者がおり、実際にリスク回避を目的とした投資行動の一環として、放送スケジュールを常にチェックしている者も居る。また、プロのディーラーの中にもこの法則に従って投資行動を取っている者が居るほか、デイトレーダーや為替取引を楽しみながら行っている個人投資家にも、ジブリの呪いを信じ、大損を避けるためにポジションを閉じる者も居る。また、かつて産経新聞が調査したところ、外資系金融機関にも、単なる偶然と一蹴するには無理があるほどの的中率であるとして、「結構まじめに悩んでいる」と回答した為替ディーラーが居るとのことである。一方で、米国雇用統計とジブリ作品の放送が重なった2013年（平成25年）9月6日から2016年（平成18年）7月末までに、金曜ロードショーにおいてジブリ作品が放送された翌営業日の円相場は、17回中12回が円安になっており、的中率が3割程度にまで落ちていた。そのような事情もあってか、2013年（平成25年）8月にウォール・ストリート・ジャーナルが大々的に報じたことが元となり、FXを中心に投資を行う個人投資家の間で話題をさらったジブリの呪いだが、最近ではジブリの法則を取り沙汰する市場関係者は減少しているとされる。一方で、それでも日本経済新聞などでは、今でも市場関係者には、ジブリ作品の放送と米国雇用統計の発表が重なる日は、アノマリーが発動されるのではないかと、どこか緊張をもって迎えるものも居るという報道がなされている。

## 日テレ・スタジオジブリの反応
金曜ロードショーにおいて、ジブリ映画を放映している日テレがウォール・ストリート・ジャーナルから見解を問われた際には、同局広報部は「コメントに値しない」と回答している。
また、ジブリ映画の制作元であるスタジオジブリは、ウォール・ストリート・ジャーナルに対して、見解は出さなかったものの「市場でそのようなうわさが広がっていることには気付いている」というコメントを出している。

## 脚註・出典

### 補足・脚註
1. ↑  これについて、ジャーナリストの蟹瀬誠一は、そもそもこのアノマリーを「馬鹿も休み休み言え。そんなものに因果関係があるわけがない。」としたうえで、「なかなか骨太で小気味がいい」と評している[8]。